# Aptychotrema
Genre
Aptychotrema est un genre de raies.

## Liste des espèces
- Aptychotrema rostrata (Shaw in Shaw & Nodder, 1794)
- Aptychotrema timorensis Last, 2004
- Aptychotrema vincentiana (Haacke, 1885)